# François Rigaux
Pour les personnes ayant le même patronyme, voir Rigaux.
François Rigaux, né à Ixelles, le 26 mars 1926, mort le 1er décembre 2013, professeur émérite de l'Université catholique de Louvain, est un juriste international belge.

## Biographie

### Carrière
Il est membre du CA de l'Institut de droit international et du Centre interuniversitaire de droit comparé, membre de l'Académie internationale de droit comparé et membre de l'Académie royale de Belgique. Il a été juge ad-hoc dans l'affaire Iran c. États-Unis devant la Cour internationale de justice.
Il est membre du comité de parrainage du Tribunal Russell sur la Palestine dont le début des travaux a été présenté le 4 mars 2009.
Il est le beau-père du conseiller à la Cour de cassation Benoît Dejemeppe et le père de la référendaire à la Cour constitutionnelle Marie-Françoise Rigaux.

### Présidence de l'association Belgique-Kampuchéa
François Rigaux présida de 1975 à 1979 l'association Belgique-Kampuchéa qui établissait des liens entre les milieux maoïstes belges et le régime des Khmers rouges au Cambodge. À ce titre, François Rigaux fut à la tête de la première délégation occidentale à pénétrer au Cambodge en 1978 et publia à son retour un témoignage détaillé sur la situation du pays. Ce témoignage relayait la propagande des Khmers rouges et passait sous silence les crimes de ceux-ci.

## Décorations
- Grand officier de l'ordre de Léopold (2008)[6]

## Publications
- Le Statut de la représentation : étude de droit international privé comparé,  E. J. Brill éditeur, 1963.
- Droit public et droit privé dans les relations internationales (Publications de la Revue générale de droit international public), A. Pedone éditeur, 1977.
- La Protection de la vie privée et des autres biens de la personnalité, Bruylant - LGDJ, 1990.
- Pour une Déclaration universelle des droits des peuples, Chroniques sociales, 1994  (ISBN 978-2-85008-117-0)
- Droit international privé : droit positif belge, Larcier éditeur, 1997.
- La loi des juges, Odile Jacob, 1997  (ISBN 978-2-7381-0510-3)[7]
- François Rigaux, La vie privée : Une liberté parmi les autres ?, Larcier, 1992 (ISBN 978-2-8044-0032-3)
- Guerres et interventions dans le sud est européen, A. Pedone éditeur, 2004  (ISBN 978-2-233-00458-1)